# 로보스타
로보스타(영어: Robostar)는 1999년 2월 26일에 설립한 산업용 로봇 및 자동화 장비 개발, 생산, 판매, 서비스를 하는 코스닥 상장사다.
구 LG산전 로봇 사업부에서 근무하던 직원이 IMF 시기에 창업하여 사업 일체를 인수하였다.
2003년 품질과 신뢰성 향상을 위해 품질 보증팀 내 시험실을 개설하였다. 아울러 2005년 ISO 9001 품질 경영 시스템을 인증받았다. 이후에도 각종 CE 인증 KCs, SEMI, S mark 등 인증을 취득했다.
2007년 혁신팀 조직을 추가하여 혁신 업무, 조직 활성화, 사내 교육을 활성화 하여 내실 성장과 역량 강화에 힘을 쏟았다.
사업장으로는 구로 사업장을 시작으로 안양 호계동에서 현재의 안산 사사동으로 이전하였다. 현재는 수원 산업 단지에 2공장이 있으며 안산테콤 단지 내 3공장이 있다.
2011년 코스닥에 상장하였으며 2017년 중소 로봇 업체 최초로 연 매출 2,000억을 돌파하였다. 2020년 HOPE 2020 비전 선포와 함께 2020년까지 매출 3,000억을 목표로 하고 있으며, 현재는 LG전자가 최대 주주로서 다시 LG그룹의 품에 안기었다.

## 연혁
- 1999년 1대 대표이사 전기만 사장 취임
- 2001년 부품 소재 공동 개발에 참여
- 2002년 기업 부설 연구소 설립
- 2002년 우수 산업 디자인 선전 (SCARA 로봇)
- 2002년 2대 대표이사 김정호 사장 취임
- 2003년 중국 법인 (상해 )설립
- 2005년 ISO 9001 인증 취득
- 2006년 신사옥 준공
- 2007년 지능형 로봇 기술 혁신 대상 수상
- 2008년 300만불 수출의 탑 수상
- 2010년 일본 지점 설립
- 2010년 500만불 수출의 탑 수상
- 2011년 코스닥 상장
- 2012년 월드 클래스 300 대상 기업 선정
- 2013년 1,000만불 수출의 탑 수상
- 2014년 2,000만불 수출의 탑 수상
- 2015년 수원공장 완공 (본사: 안산공장)
- 2016년 경영혁신형 중소기업 재지정
- 2017년 베트남 법인 설립
- 2018년 3대 대표이사 강귀덕 사장 취임
- 2021년 4대 대표이사 이병서 대표(前 두산 로보틱스 대표)취임
- 2024년 5대 대표이사 배병주 대표 취임

## 생산제품
1. 로봇 사업부문 직각 좌표 로봇, Actuator, Linear Robot, SCARA Robot, Desk Top Robot, Picker Robot, Servo Press, 수직다관절 및 각종 컨트롤러를 생산
2. 트랜스퍼 로봇 사업 부문 Wafer Transfer Robot, LCD Transfer Robot, 각종 컨트롤러를 생산
3. 반도체 사업 부문 EFEM, LPM, Pre Aligner, Sorter System을 생산
4. 정밀 스테이지 사업 부문 Gantry Stage, Hybrid Type, Air bearing Type, Customized stage를 생산
5. 시스템 사업 부문 전자 부품 장비(정렬기, Mesh Mounter, Blank Mounter 등 다수), Eco-Green, 핸들러, 스크류 체결기를 생산